# マックス・リュッシャー
マックス・リュッシャー（Max Lüscher, 1923年9月9日 - ）は、スイスの精神療法医。スイスのバーゼル出身。スイスを代表する精神療法医として世界的に有名となっている。
リュッシャーは「リュッシャー・カラーテスト」の発明者として世界に名を知られている。リュッシャー・カラーテストは、人々の色に対する主観的な反応（好き－嫌い）を用いて、各々の精神物理学的状態を計測するための道具で「心の体温計」とも呼ばれている。これは世界中の心理研究家、カウンセラー、セラピスト、各種の専門医によって利用され、 数多くの客観的データを収集している。
リュッシャーは自ら「リュッシャー研究所」を主宰し、ここに世界から数多くのケース・データが寄せられている。世界には現在11カ国に「リュッシャー研究所」が置かれている。同時にリュッシャーはバーゼルにおいて精神療法の研究・教育と並行して、数々の国際企業（スイス航空、フォルクスワーゲン社など）でカラーコンサルタントとして仕事をしている。
リュッシャーの著書「リュッシャー・カラーテスト」は30以上の言語に翻訳されている。